# 슈토 (종합격투기)

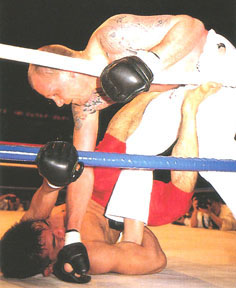

슈토(일본어: 修斗, 영어: Shooto)는 1984년에 사야마 사토루가 창시한 무술로, 현재는 종합격투기 단체 중 하나이다.
슈토는 슈토 협회와 국제 슈토 위원회가 관리하는 격투기 및 종합격투기 단체이다. 슈토는 원래 1985년에 특정 격투 시스템으로, 1989년 종합 격투기 프로모션으로 결성되었다. VALE TUDO JAPAN 이벤트는 프라이드 파이팅 챔피언십(PRIDE Fighting Championships)의 부상과 현대 MMA의 발전에 필수적인 최초의 진정한 종합 격투기 대회 중 하나로 간주된다. 많은 일본 MMA 전투기가 슈토에서 시작했으며 조직은 여전히 프로 및 아마추어 토너먼트를 개최한다.
격투 시스템으로서 슈토는 슛 레슬링(Shoot wrestling)에서 파생된 하이브리드 무술로 간주된다. 타격, 스탠드 업 그래플링 및 지상전과 같은 전투의 모든 측면에 중점을 둔다. 슈토의 규칙은 시간이 지남에 따라 진화하고 클래스에 따라 다르며 C 및 D 클래스는 아마추어이며 첫 번째 이벤트와 유사한 더 제한적인 규칙이 있는 반면 프로 클래스는 현재 진정한 종합 격투기 대회급이다. 슈토 체급은 대부분의 MMA 프로모션에서 사용하는 미국 복싱 위원회 협회의 체급과 다르다.
현대의 슈토는 MMA와 구별할 수 없지만 일본의 프로모터, 파이터 및 팬은 여전히 이를 독립형 전투 스포츠로 간주한다. 외부에서는 대부분 아마추어 풀뿌리에서 전문가 수준에 이르는 이벤트를 조직하는 MMA 프로모션 시스템으로 간주된다.

## 같이 보기
- 판크라스